# СМС-подписка
СМС-подписка (SMS-подписка) — способ доставки информации, на которую оформлена подписка, включая и способ оформления. Оформление подписки происходит при помощи отправки исходящего СМС (SMS) с кодом (подписным индексом) периодического издания на сервисный номер в сети мобильной связи или при помощи введения абонентом телефонного номера и проверочного кода, полученного им посредством SMS (для верификации принадлежности номера). Доставка информации подписчику осуществляется при помощи ответного SMS.
В отличие от подписки на произведения печати, которое осуществляется в основном через отделения связи и редакции газет и журналов по единому каталогу печатных изданий, SMS-подписка не предполагает наличия централизованного каталога.
Наиболее широко эта услуга распространена среди операторов связи, которые имеют возможность взимать оплату за подписку непосредственно со счёта абонента и, таким образом, продавать подписки как дополнительный сервис. Однако с точки зрения владельца информации такой способ распространения не является универсальным, так как предполагает ограничение аудитории и требует взаимодействия с каждым оператором.
На сегодняшний день можно выделить два типа подписок:
- подписка на рассылки, существующие с целью оплаты использования некого сервиса (как правило, используется МО-тарификация);
- подписки на информационные или развлекательные рассылки (могут быть как платными так и бесплатными для абонента).

## Использование в маркетинге
Тем или иным образом подписавшись на SMS-рассылку оператора связи или контент провайдера (отослав соответствующее сообщение на сервисный номер, предоставив телефонный номер для участия в рассылке, введя телефонный номер и код подтверждения на веб- или WAP-сайте) потребитель может в онлайн-режиме получать самую свежую и актуальную информацию от бренда, получать приглашение к участию в проводимых акциях и программах. Причём принять участие в акции или программе он также может незамедлительно.